# KDE Plasma 5
KDE Plasma 5 – piąta generacja środowiska graficznego stworzonego przez KDE. KDE Plasma 5 jest następcą KDE Plasma 4 i została wydana po raz pierwszy 15 lipca 2014 r. Zawiera nowy domyślny motyw - Bryza. Interfejs graficzny został przepisany do QML, który wykorzystuje OpenGL do akceleracji sprzętowej, co spowodowało lepszą wydajność i mniejsze zużycie energii.

## Przegląd

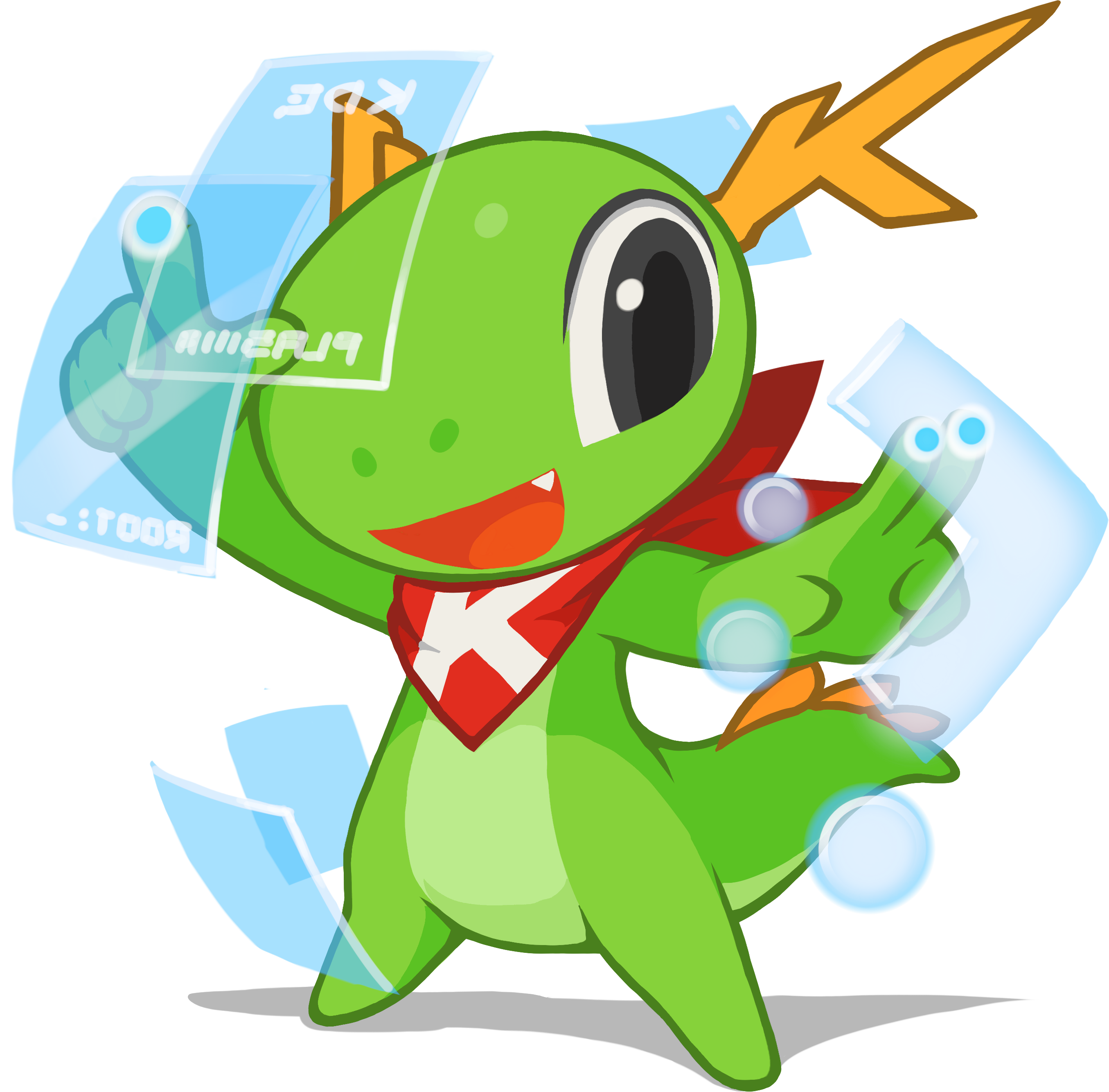
Maskotka KDE - Konqi

### Architektura oprogramowania
KDE Plasma 5 używa bibliotek Qt 5 oraz KDE Frameworks 5.
Poprawia obsługę wyświetlaczy HiDPI i dostarcza konwergentną powłokę graficzną, która może się dostosowywać do używanego urządzenia. Zawiera również nowy domyślny motyw, nazwany Bryza. Zmiany pod maską obejmują migrację do nowego, w pełni sprzętowo akcelerowanego stosu grafiki opartego na OpenGL (ES). Plasma 5 kończy migrację KDE Plasma 4 do QtQuick. QtQuick 2 używa przyspieszonego sprzętowo scenariusza OpenGL (ES) do komponowania i renderowania grafiki na ekranie, co pozwala na odciążenie kosztownych obliczeniowo zadań renderowania grafiki na GPU, co zwalnia zasoby na głównym procesorze systemu, jest szybsze oraz bardziej wydajne energetycznie. 

### System okien
KDE Plasma 5 używa X Window System oraz Wayland. Początkowe wsparcie dla Wayland zostało udostępnione w wersji 5.4. Stabilne wsparcie dla podstawowej sesji Wayland zostało dostarczone w wersji 5.5 (grudzień 2015). Wsparcie dla własnościowego sterownika NVIDIA dla Plasmy na Wayland zostało dodane w wydaniu 5.16 (czerwiec 2019)

## Funkcje pulpitu
- Krunner - Funkcja wyszukiwania z kilkoma dostępnymi wtyczkami. Oprócz szybkiego uruchamiania aplikacji umożliwia także przeszukiwanie plików i folderów oraz wykonuje wiele innych zadań, takich jak konwersja walut oraz jednostek. Działa również jako kalkulator[6].
- Aktywności - „wirtualne pulpity”, które mają własne układy i tapety. Można je nazywać i nawigować za pomocą menu Aktywności.
- Zarządzanie sesjami - pozwala na automatyczne ponowne uruchomienie aplikacji, które były uruchomione w momencie wyłączenia systemu, w takim samym stanie, w jakim były wcześniej.
- Ogólnosystemowy system powiadomień obsługujący funkcję szybkiej odpowiedzi oraz przeciągania i upuszczania bezpośrednio z powiadomień, widok historii oraz tryb "Nie przeszkadzać".
- Rozbudowany schowek z pamięcią wcześniej skopiowanych fragmentów tekstu, które można dowolnie wywoływać.
- Wygląd ikon, kursorów, kolorów aplikacji, elementów interfejsu użytkownika, ekranów startowych i innych elementów może być zmieniany, a nowe style stworzone przez innych użytkowników mogą być pobierane z poziomu aplikacji Ustawienia Systemowe. Motywy globalne umożliwiają zmianę całego wyglądu i działania systemu za pomocą jednego kliknięcia.

## Historia

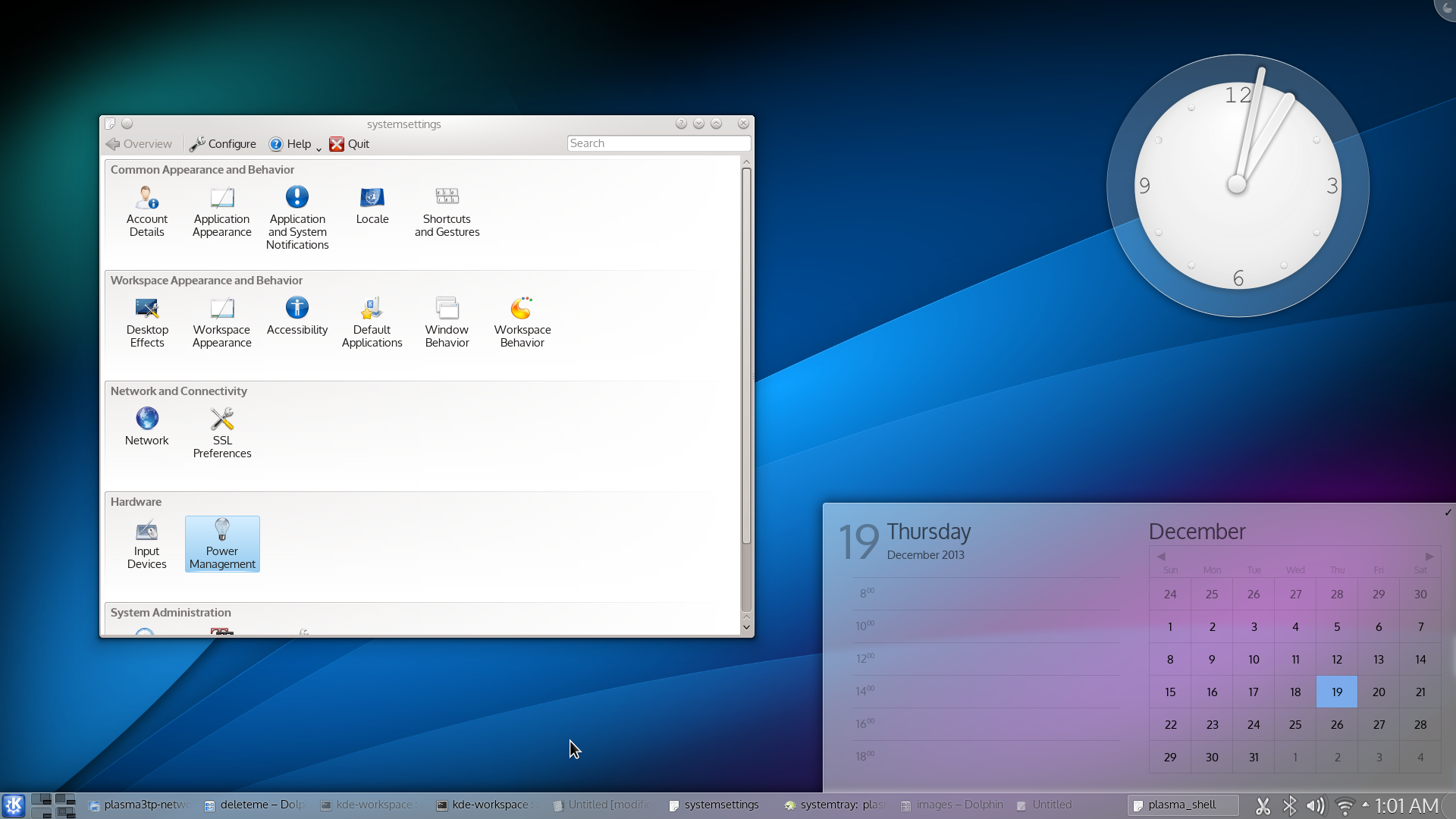
Plasma 2 Technology Preview

Pierwsza wersja poglądowa (zwana wówczas Plasma 2 Technology Preview) została wydana 13 grudnia 2013 r. 15 lipca 2014 r. światło dzienne ujrzała pierwsza wersja nowej powłoki - Plasma 5.0.  Wiosną 2015 roku Plasma 5 zastąpiła Plasmę 4 w wielu popularnych dystrybucjach, takich jak Fedora 22, Kubuntu 15.04 i openSUSE Tumbleweed.  

### Wydania
Wydania dodające nowe funkcje ukazują się co cztery miesiące (do wersji 5.8 co trzy miesiące), a poprawki błędów pojawiają się w kolejnych miesiącach. Od wersji 5.8 LTS KDE wspiera każdą nową wersję LTS przez 18 miesięcy, podczas gdy nowe regularne wersje otrzymują nowe funkcje. 
| Wersja                                                                                  | Data                      | Podstawowe zmiany |
| --------------------------------------------------------------------------------------- | ------------------------- | --- |
| 5.0                                                                                     | 15 lipca 2014(dts)        | Pierwsze wydanie |
| 5.1                                                                                     | 15 października 2014(dts) | Przeportowanie brakujących funkcji z Plasma 4. |
| 5.2                                                                                     | 27 stycznia 2015(dts)     | Nowe komponenty: - BlueDevil: obsługa urządzeń Bluetooth - KSSHAskPass: front-end dla ssh-add, który przechowuje hasła kluczy ssh w KWallet - Muon: zestaw narzędzi do zarządzania pakietami w systemach bazujących na Debianie, używa indeksu apt-xapian i algorytmu wyszukiwania Synaptic - sddm-kcm: moduł konfiguracji wyglądu SDDM - KScreen - KDE GTK Configurator: konfiguracja wyglądu aplikacji GTK+ 2 i 3 - KDecoration: KDecoration2 to oparta na pluginach biblioteka do tworzenia dekoracji okien. |
| 5.3                                                                                     | 28 kwietnia 2015(dts)     | Tech preview Plasma Media Center. Nowe aplety Bluetooth i touchpada. Poprawiono zarządzanie energią. |
| 5.4                                                                                     | 25 sierpnia 2015(dts)     | Początkowe wsparcie dla sesji Wayland, nowy napisany w QML-u aplet głośności, alternatywny pełnoekranowy launcher. |
| 5.5                                                                                     | 8 grudnia 2015(dts)       | Ulepszono wsparcie dla Waylanda. |
| 5.6                                                                                     | 22 marca 2016(dts)        | Ulepszono przełącznik zadań. Dodano widget z informacjami o pogodzie. |
| 5.7                                                                                     | 5 lipca 2016(dts)         | Ulepszono wsparcie dla Waylanda. Aplet głośność umożliwia kontrolowanie głośności poszczególnych aplikacji. |
| 5.8 LTS                                                                                 | 4 października 2016(dts)  | Wersja z wydłużonym okresem wsparcia. |
| 5.9                                                                                     | 31 stycznia 2017(dts)     | Ulepszono wsparcie dla Wayland. Nowy moduł konfiguracji sieci. Globalne menu. |
| 5.10                                                                                    | 30 maja 2017(dts)         | Lepsze wsparcie dla ekranów dotykowych. Kontrolowanie multimediów z ekranu blokady. Moduł ustawień umożliwiający zmianę animacji ładowania systemu. |
| 5.11                                                                                    | 7 listopada 2017(dts)     | Przeprojektowanie ustawień systemowych. Historia powiadomień. Dodano Plasma Vaults. Ulepszono wsparcie dla Wayland. |
| 5.12 LTS                                                                                | 6 lutego 2018(dts)        | Poprawa stabilności i szybkości. Ulepszono wparcie dla Waylanda. |
| 5.13                                                                                    | 12 czerwca 2018(dts)      | Integracja z przeglądarkami; nowe ekrany blokady oraz logowania. |
| 5.14                                                                                    | 9 października 2018(dts)  | Globalne menu dla aplikacji GTK. Ulepszono wsparcie dla Waylanda. |
| 5.15                                                                                    | 12 lutego 2019(dts)       | Sesja Wayland obsługuje wirtualne pulpity, drag-and-drop; protokoły XdgStable, XdgPopups i XdgDecoration zostały w pełni zaimplementowane. |
| 5.16                                                                                    | 10 czerwca 2019(dts)      | Przeprojektowany system powiadomień z funkcją „Nie przeszkadzaj", grupowaniem powiadomień, krytycznymi powiadomieniami w pełnoekranowych aplikacjach i lepszymi powiadomieniami postępu przenoszenia plików. Wsparcie dla własnościowych sterowników NVIDII na Waylandzie. Pełne wsparcie dla VPN-ów WireGuard. Więcej możliwości konfiguracji touchpada na X11. Poprawa wyglądu ekranów logowania, blokowania i wylogowywania.                                                                                 |
| 5.17                                                                                    | 10 października 2019(dts) | Plasma wykrywa, kiedy aplikacja działa w trybie pełnoekranowym i blokuje powiadomienia. Wsparcie dla skalowanie frakcyjnego na Waylandzie. |
| 5.18 LTS                                                                                | 11 lutego 2020(dts)       | Przebudowany sposób edycji elementów środowiska. Nowy wygląd panelu powiadomień. Powiadomienia o stanie baterii urządzeń podłączonych przez Bluetooth. Dialog umożliwiający łatwe wstawianie Emoji. |
| 5.19                                                                                    | 19 czerwca 2020(dts)      | Nowe widgety monitorowania systemu. Przeprojektowany Ośrodek informacji. Ulepszony wygląd i działanie tacki systemowej. Ustawienia prędkości animacji. |
| 5.20                                                                                    | 13 października 2020(dts) | Więcej opcji dostosowania zachowania przełącznika zadań. Dodanie do ustawień systemowych przycisku umożliwiającego podświetlenie zmienionych opcji. Poprawienie wyglądu okienka wyświetlanego podczas zmiany poziomu głośności lub jasności ekranu. |
| 5.21                                                                                    | 16 lutego 2021(dts)       | Nowy uruchamiacz programów. Poprawiony domyślny motyw aplikacji. Monitor systemowy. Poprawione ustawienia systemowe, dodanie ustawień zapory sieciowej. Ulepszony aplet "Odtwarzacz multimedialny". Wayland: klawiatura ekranowa dla aplikacji gtk. |
| 5.22                                                                                    | 8 czerwca 2021(dts)       | Dostosowująca się przezroczystość paneli. Ustawienia systemowe po otwarciu wyświetlają stronę z najczęściej używanymi ustawieniami. Poprawienie wyglądu oraz użyteczności tacki systemowej oraz KRunnera. |
| 5.23                                                                                    | 14 października 2021(dts) | Poprawiony domyślny motyw. Możliwość ustawienia koloru akcentu. Przełączanie trybu wydajności/oszczędzania energii (na wspieranym sprzęcie). |
| 5.24 LTS                                                                                | 8 lutego 2022(dts)        | Nowy podgląd okien i wirtualnych pulpitów. Odświeżenie motywu Bryza. Możliwość wyboru dowolnego koloru jako koloru akcentu. Wyróżnienie wizualne ważnych powiadomień. Ulepszenie przełącznika zadań, tacki systemowej i widżetów. Obsługa czytników linii papilarnych. Ulepszony Odkrywca (ośrodek oprogramowania). |
| 5.25                                                                                    | 14 czerwca 2022(dts)      | Menedżer przeglądów wyświetla wszystkie otwarte okna i wirtualne pulpity. Obsługa gestów gładzika. Synchronizacja koloru akcentu z tapetą. Nowy tryb dotykowy z elementami o zmiennej wielkości. Nowe opcje dostosowywania. Przepracowana strona aplikacji Odkrywca. Szersze opcje motywów globalnych. |
| 5.26                                                                                    | 11 października 2022(dts) | Widżety panelu z możliwością zmiany ustawień. Nowy widget minutnika. Nowa przeglądarka Aura i odtwarzacz multimedialny Plank dla Plasmy Bigscreen. Ulepszenia funkcji Night Color. Ostrzejszy skalowany tekst w aplikacjach XWayland. Zmiana tapety wraz z trybem ciemnym. Wyłączanie powiadomień środkowym kliknięciem.. |
| 5.27 LTS                                                                                | 14 lutego 2023(dts)       | Nowa aplikacja powitalna Plasmy. Nowy system kafelkowania. Poprawiony motyw aplikacji. Uporządkowanie ustawień systemowych. Ulepszenia widgetów. Lepsza obsługa wielu monitorów. Discover: nowa strona startowa, ulepszone wyszukiwanie aplikacji. |
| wersja przestarzała wersja przestarzała wciąż wspierana obecne wydanie wersja planowana |                           | |

## Galeria

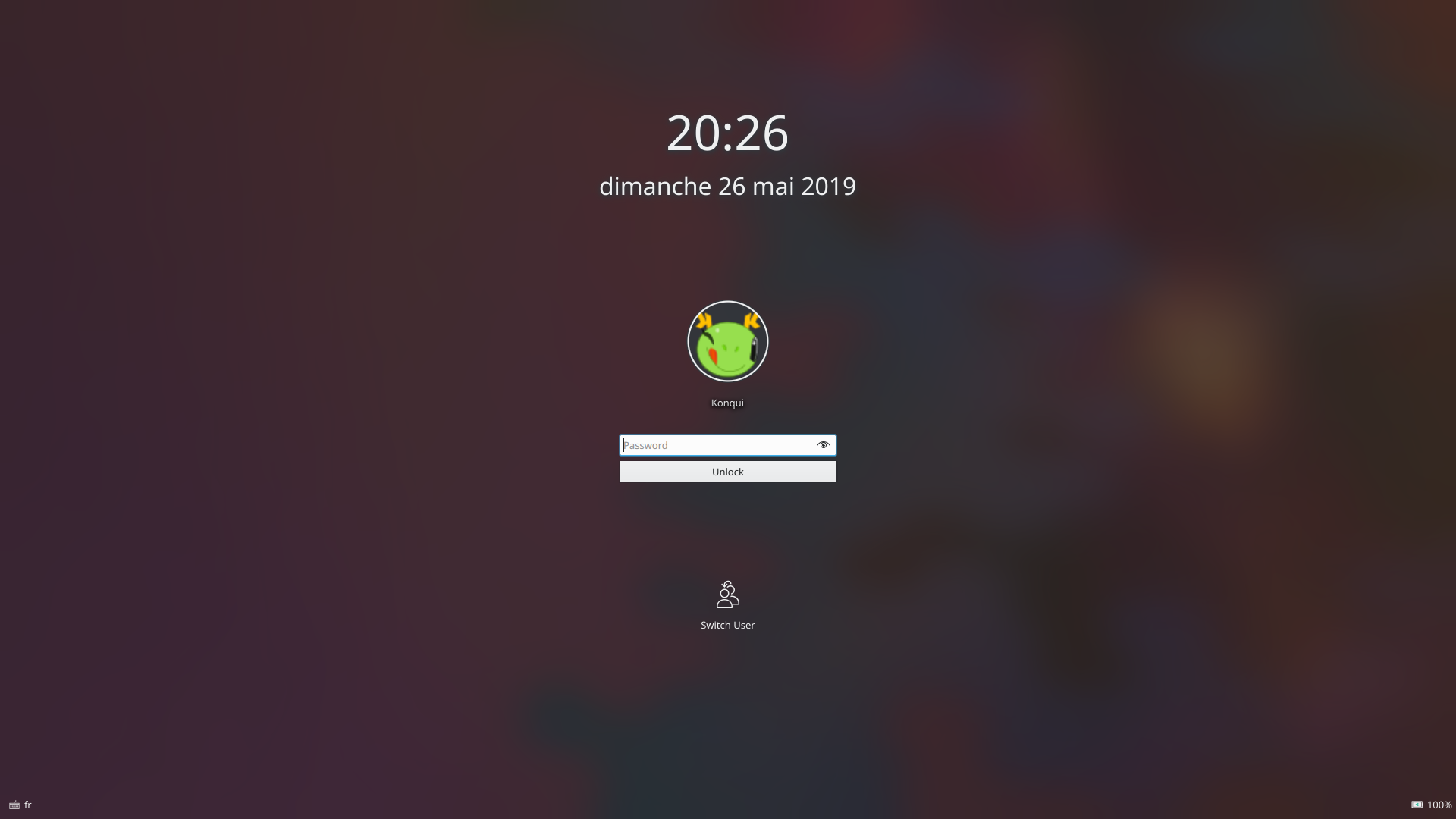
Domyślny ekran blokady Plasmy 5
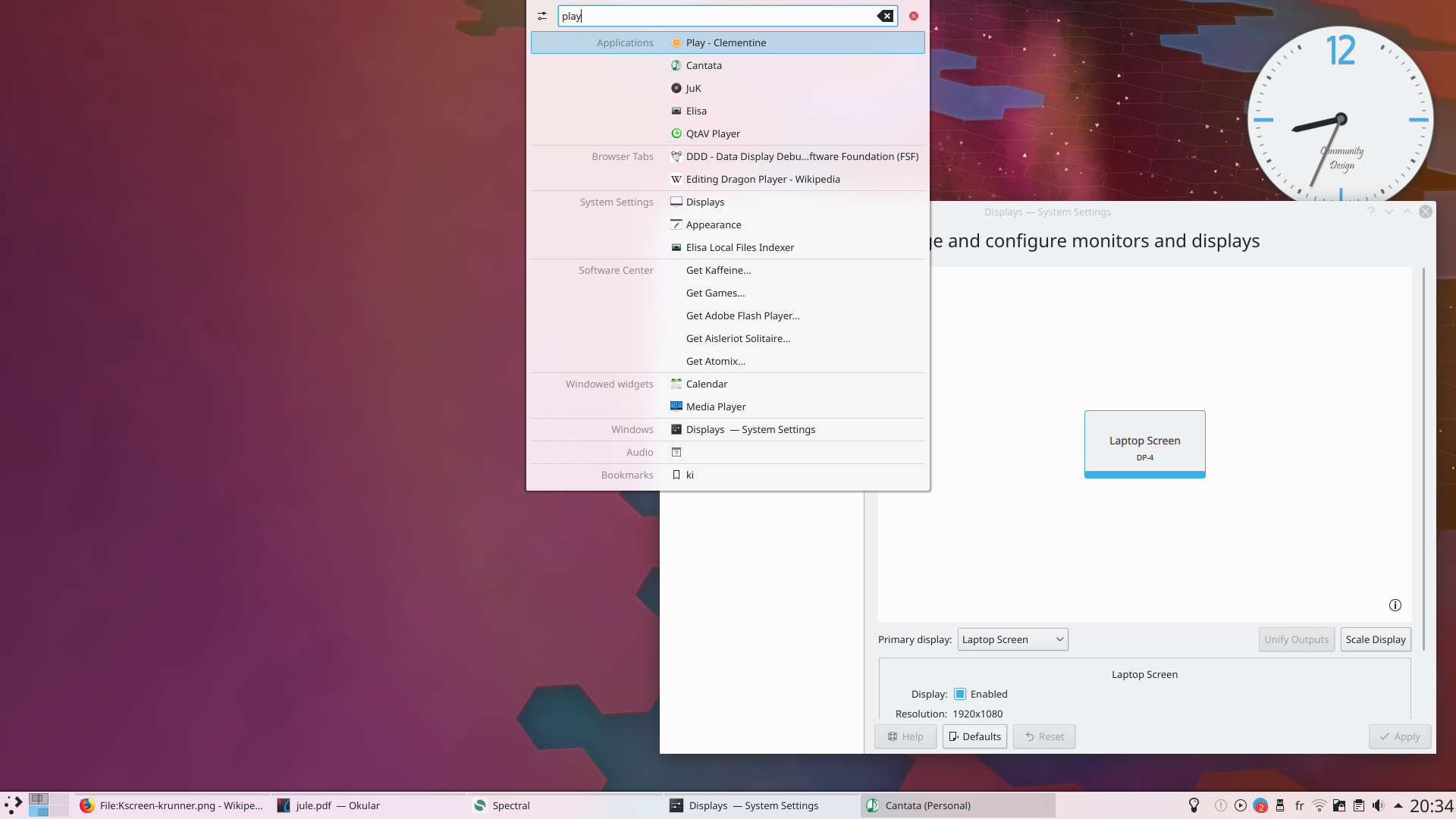
Plasma 5.0 - KRunner i zarządzanie wyświetlaniem
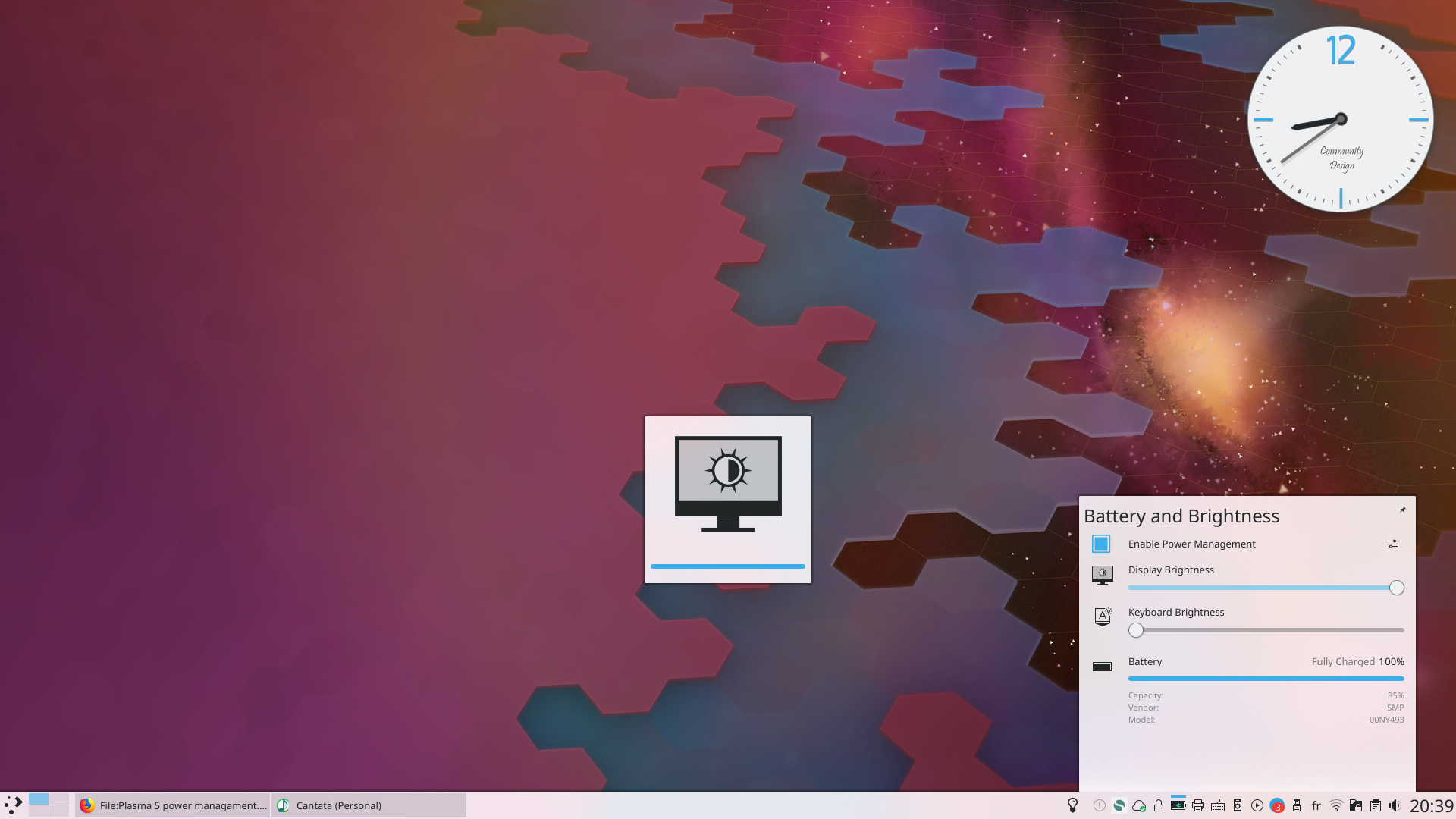
Zarządzanie energią oraz jasnością klawiatury
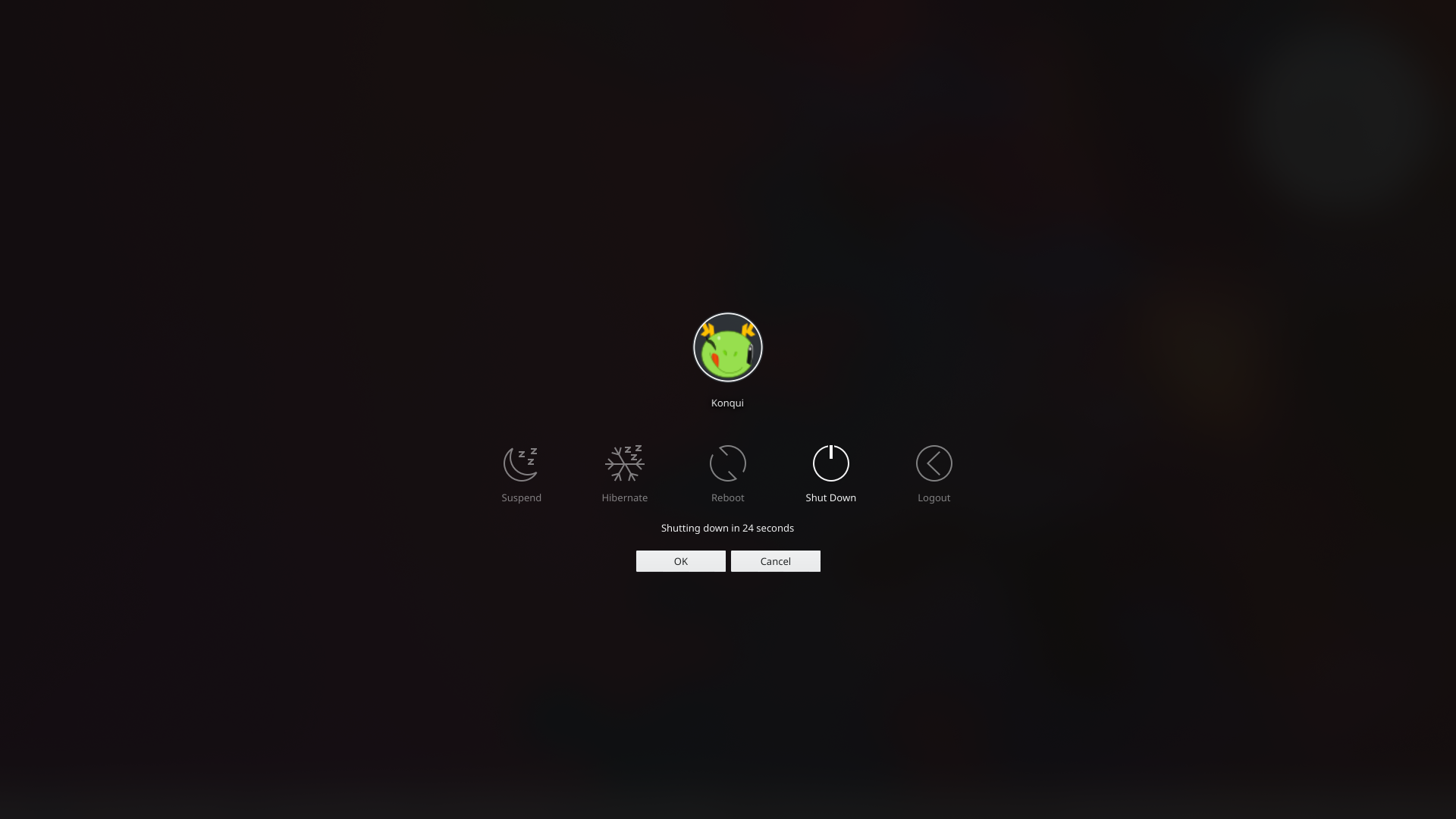
Ekran wyłączania Plasmy 5
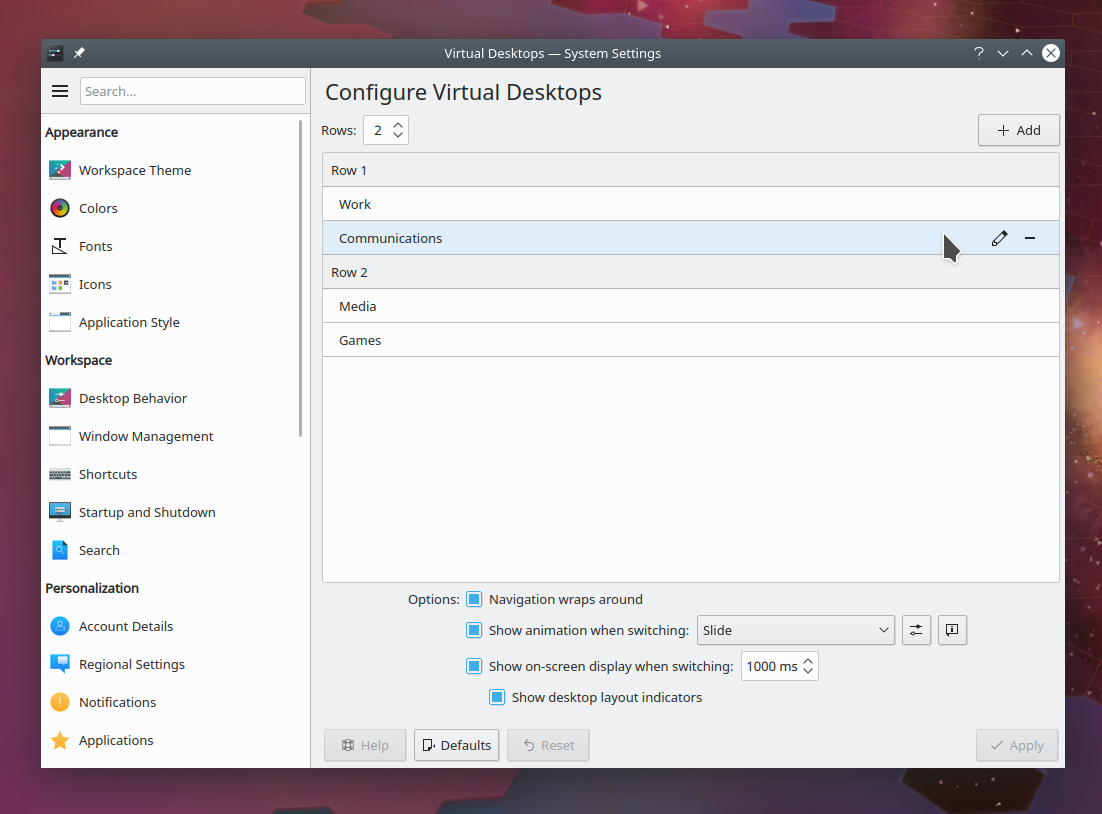
Ustawienia systemu